# Architektura karolińska

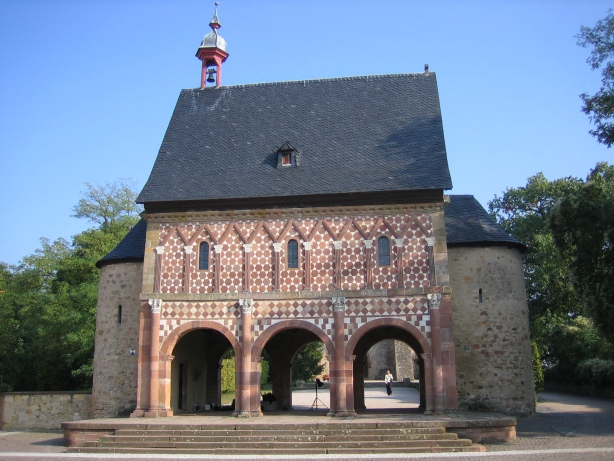
Brama klasztorna w Lorsch

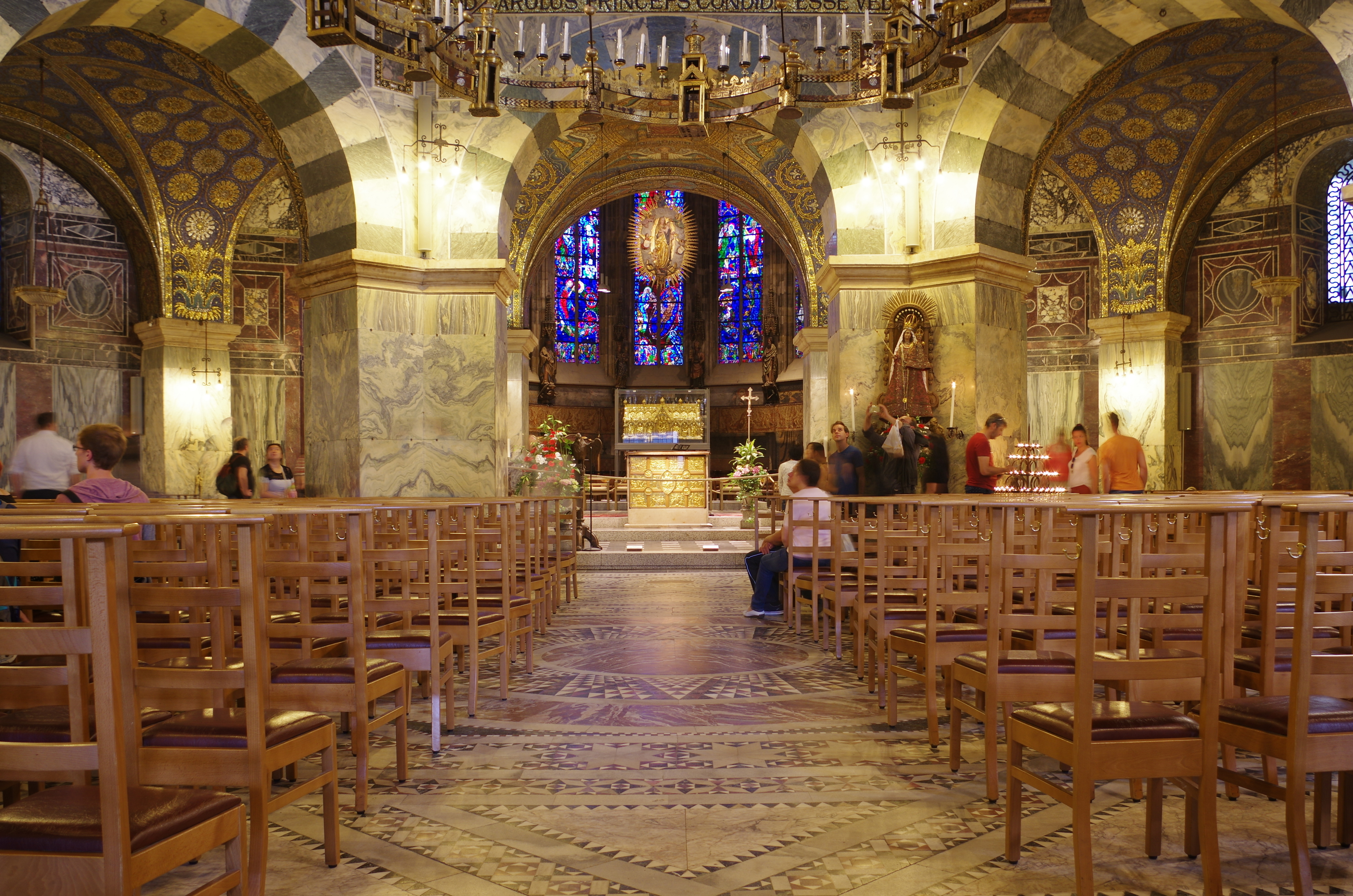
Kaplica pałacowa w Akwizgranie

Architektura karolińska – jeden z rodzajów architektury przedromańskiej, rozwijany w Europie w okresie renesansu karolińskiego, tj. na przełomie VIII i IX wieku, podczas dominacji Karolingów na kontynencie; mający nawiązywać do architektury klasycznej, czerpiący także silnie z rozwiązań wczesnochrześcijańskich i bizantyńskich oraz wprowadzający własne innowacje.

## Zachowane najważniejsze zabytki architektury karolińskiej
- kaplica pałacowa w Akwizgranie (792-805)
- brama klasztoru w Lorsch (ok. 800)
- rotunda i krypta kościoła św. Michała w Fuldzie (822)
- kościół św. Justyna we Frankfurcie-Höchst (830)
- opactwo Corvey (855)
- klasztor benedyktyński św. Jana w Müstair
- oratorium w Germigny-des-Prés